# 八段锦 (中医)
八段锦，又称八片锦，是中医对8种儿童指纹类型的合称，现在已较少使用。《四诊抉微》中載明有鱼刺形，垂针形，小字形，乙字形、环形、珠形，乱纹形，虫蚊形八种。